# Кизилагаський сільський округ (Жарминський район)
Кизилага́ський сільський округ (каз. Қызылағаш ауылдық округі, рос. Кызылагашский сельский округ) — адміністративна одиниця у складі Жарминського району Абайської області Казахстану. Адміністративний центр — село Кизилагаш.
Населення — 399 осіб (2021; 823 у 2009, 1501 у 1999, 2317 у 1989).
Станом на 1989 рік існувала Михайловська сільська рада (села Каратоган, Кокпекти, Михайловка, Чунгуль). Село Каратоган було ліквідовано 2013 року.

## Склад
До складу округу входять такі населені пункти:
| Населений пункт | Старі назви | Населення, осіб (1989) | Населення, осіб (1999) | Населення, осіб (2009) | Населення, осіб (2021) |
| --------------- | ----------- | ---------------------- | ---------------------- | ---------------------- | ---------------------- |
| Карасу, село    | Кокпекти    | 269                    | 217                    | 159                    | 50                     |
| Каратоган, село | -           | 351                    | 151                    | 53                     | -                      |
| Кизилагаш, село | Михайловка  | 1530                   | 1133                   | 611                    | 349                    |
| Чунгуль, село   | Чунгул      | 167                    | -                      | -                      | -                      |